# Dziki Wodospad (Karpacz)

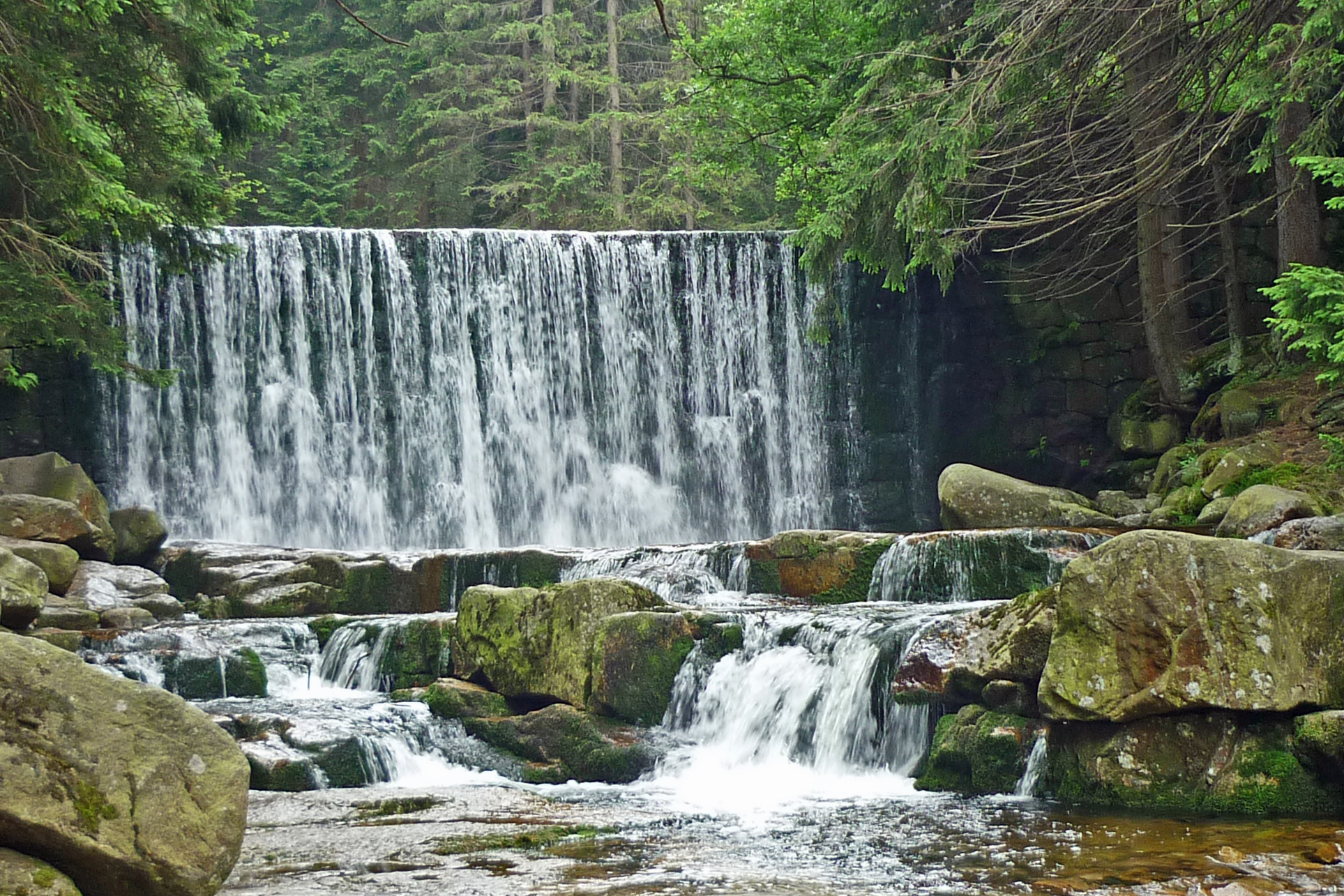

Dziki Wodospad – zapora przeciwrumoszowa na Łomnicy w Karpaczu.
Łomnica jest małą rzeką, zwłaszcza w górnym odcinku. Jednak duży spadek (927 metrów na długości około 19 km) oraz położenie na dnie dużej doliny o stromych zboczach powoduje, że w czasie ulewnych deszczów lub roztopów szybko przybiera, a wezbrane wody niosą duże ilości kamieni i drzew.
W XIX wieku trzykrotnie wylewy rzeki spowodowały znaczne straty.
W 1816 rzeka wezbrała w wyniku oberwania chmury. Straty powodziowe w Miłkowie i reszcie Kotliny Jeleniogórskiej wyniosły ponad 109 tysięcy talarów. W 1844 fala, niosąca krę, kamienie i drzewa, spowodowana zejściem lawiny do Wielkiego Stawu zniszczyła młyn w Karpaczu.
Kolejna powódź nastąpiła w 1897. Uszkodzeniu i zniszczeniu uległo wtedy wiele domów, dróg i mostów. Postanowiono wtedy wybudować obiekty mające zmniejszać skalę powodzi. Jedną z tych budowli była zapora przeciwrumoszowa powyżej Karpacza, zbudowana w latach 1910–1915, nazwana później Dzikim Wodospadem.
Budowle postawione na początku XX wieku wykazały swą przydatność w czasie powodzi w 1997. Dziki Wodospad jest popularnym celem spacerów turystów.